# Corrour Bothy
De Corrour Bothy is een eenvoudige stenen berghut in het Cairngorms National Park in Schotland. De hut ligt in de buurt van de oorsprong van de rivier de Dee, op de route naar de bergpas Lairig Ghru. het ligt in aan de voet van de bergen The Devil's Point en Cairn Toul.
De berghut (bothy) bestaat uit één kamer met een allesbrander en schoorsteen. Slapen kan op de houten vloer, de binnenmaten zijn 6 bij 3,6m. Vanuit de berghut kunnen de Munro's in de buurt worden beklommen, maar het is ook een logische stop door de Lairig Ghru.
De originele hut is In 1877 gebouwd om tijdens de zomermaanden vanuit hier herten te kunnen volgen, die ruim in het gebied voorkomen. Dit duurde tot ca 1920, waarna het een openbare bothy werd. In 1928 werd er een gastenboek neergelegd. In 1949 is de bothy met hulp van veel vrijwilligers gerenoveerd.

## Galerij

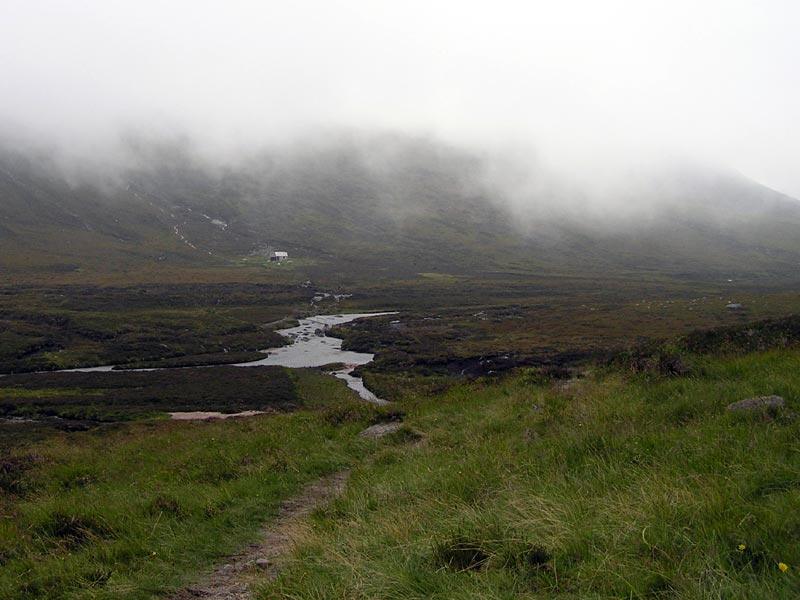
Corrour Bothy
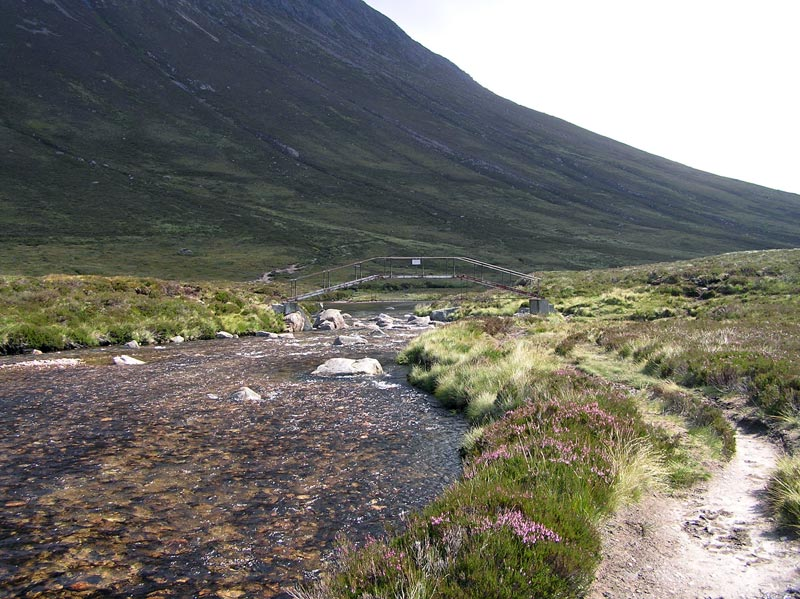
Brug over de Dee nabij Corrour Bothy
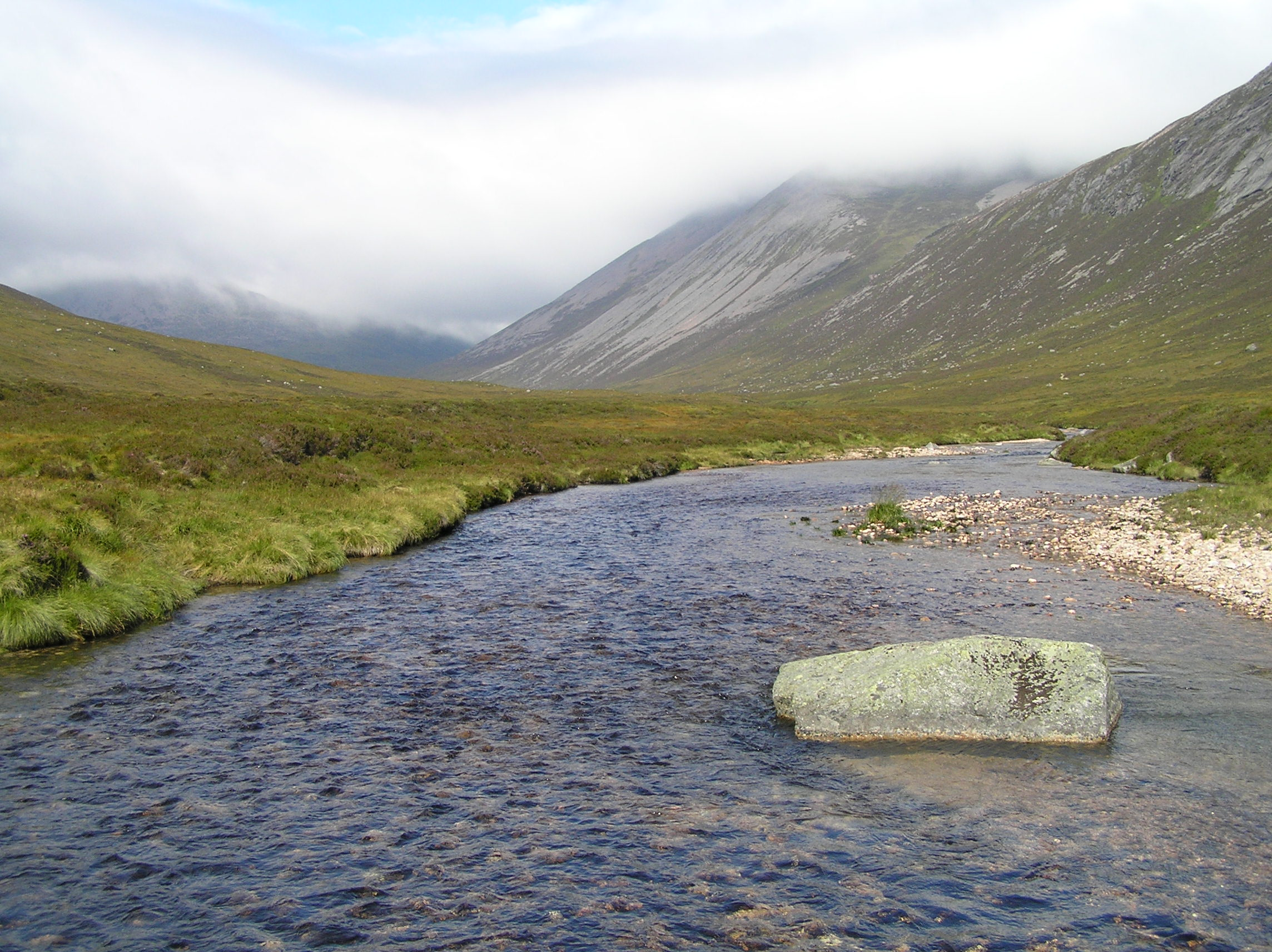
De Dee nabij Corrour Bothy
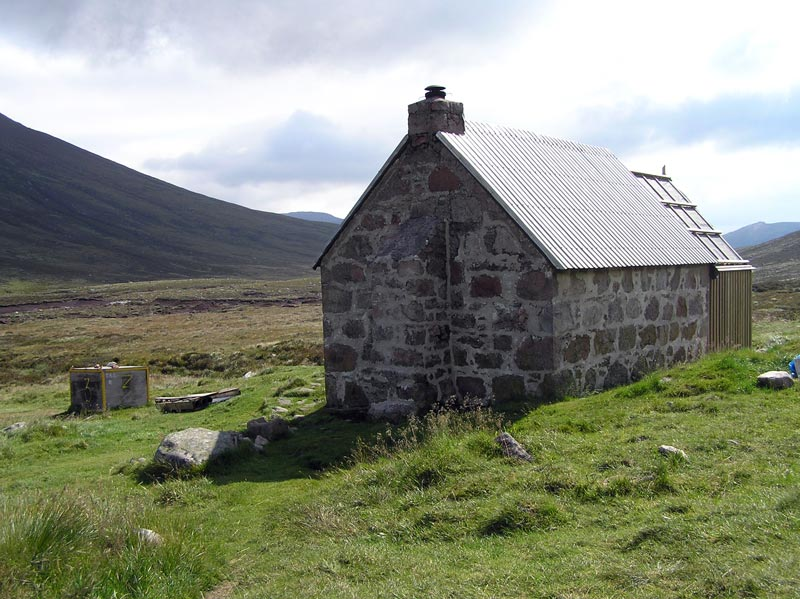
Corrour Bothy